# IC 5345
IC 5345 је спирална галаксија у сазвјежђу Водолија која се налази на листи објеката дубоког неба у Индекс каталогу.
Деклинација објекта је - 22° 24' 48" а ректасцензија 23h 39m 32,3s. Привидна величина (магнитуда) објекта IC 5345 износи 13,7 а фотографска магнитуда 14,5. IC 5345 је још познат и под ознакама ESO 536-16, MCG -4-55-20, IRAS 23369-2241, PGC 72040.